# Königswahl

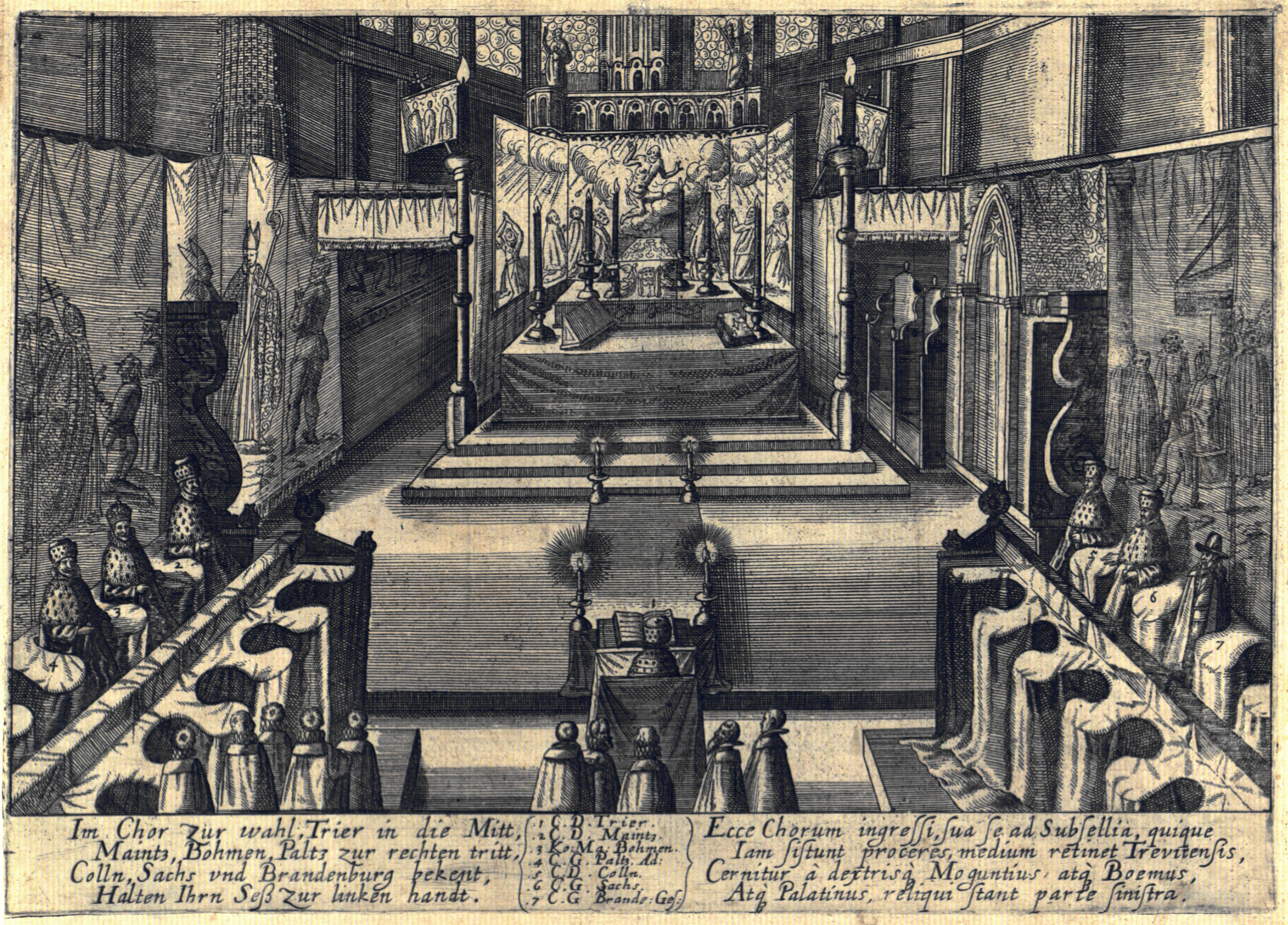
Kaiserwahl im Chor des Frankfurter Doms (1612). Die persönlich erschienenen Kurfürsten tragen den Kurfürstenornat. In der Mitte der zelebrierende Trierer, links vom Altar her gezählt die von Mainz, Böhmen und Pfalz, rechts Köln, Sachsen und Brandenburg. Letzterer vertreten durch einen Abgesandten in Zivil mit Hut. Der (zu wählende) Habsburger (Matthias) trägt statt dem Kurhut eine Königskrone (als König von Böhmen und Ungarn).

Als Königswahl bezeichnet man die Erhebung eines Kandidaten zum König durch ein bestimmtes Gremium. Während die Thronfolge des Königs in den meisten Kulturen durch die Erbfolge geregelt ist, gibt es ebenso Wahlmonarchien.
Anzutreffen war die Königswahl unter anderem in einigen germanischen Nachfolgestaaten des antiken römischen Reiches während der Zeit der Völkerwanderung bzw. im Frühmittelalter, im Heiligen Römischen Reich und im Königreich Polen von 1573 bis 1795 (siehe Geschichte Polens, Zeit der Adelsrepublik). Traditionell behaupteten auch die Stände Ungarns und Böhmens ihr Recht zur Königswahl (siehe: Geschichte Ungarns, Geschichte Böhmens), was die Habsburger aber zunehmend nur noch als Formalie zur Bestätigung ihres Erbrechts ansahen, in dem Bestreben, diese Kronen ihren Erblanden einzugliedern. Nach der Wahl des Pfälzer Kurfürsten Friedrich V. zum böhmischen König 1619 im Zuge des Böhmischen Ständeaufstands und dem dadurch ausgelösten Dreißigjährigen Krieg gab es in Böhmen nur noch Proklamationen und Krönungen der Habsburger, keine Wahlen mehr.

Das Recht zur Königswahl im Heiligen Römischen Reich stand seit dem 13. Jahrhundert nur noch einer begrenzten Anzahl von Reichsfürsten zu, den Kurfürsten. Über die Herausbildung ihres exklusiven Wahlrechts gibt es verschiedene Theorien.

## Königswahlen im Mittelalter im Heiligen Römischen Reich
Zur Zeit des Mittelalters gab es verschiedene Herrscherdynastien, also Familien, die über einen längeren Zeitraum das höchste weltliche Amt innehatten. Dies gelang einerseits durch die Erbfolge und zum anderen durch Wahlen. Die fünf großen Herrscherfamilien des Mittelalters sind die Merowinger, Karolinger, Ottonen, Salier und die Staufer. Ein König konnte sich auch zum Kaiser krönen lassen, indem er nach Rom zog und dort in der Peterskirche vom Papst gekrönt wurde. Da er dies erst tun konnte, wenn er seine Macht im Reich gesichert hatte, lagen in der Regel mehrere Jahre zwischen Königs- und Kaiserkrönung.
Sofern keine Erbfolge möglich war, wurde ein neuer König gewählt. Sowohl weltliche als auch geistliche Kurfürsten nahmen an dieser Wahl teil. Wer genau über ein Wahlrecht verfügte, war über einen langen Zeitraum nicht festgeschrieben, sodass Konflikte über die Wahlberechtigung entstanden. 1356 wurde erstmals ein festes Gremium für zukünftige Wahlen bestimmt, welches bis zum Jahr 1806 und dem Ende des römisch-deutschen Reichs gültig war. Die Festlegung der Wahlberechtigten wurde in der Goldenen Bulle niedergeschrieben. Insgesamt gab es sieben Wahlberechtigte – drei geistliche und vier weltliche Fürsten. Dazu gehörten der Erzbischof von Trier, der Erzbischof von Köln und der Erzbischof von Mainz als geistliche Fürsten sowie der König von Böhmen, der Pfalzgraf bei Rhein, der Herzog von Sachsen und der Markgraf von Brandenburg als weltliche Fürsten.